# Edwin Clark
Pour les articles homonymes, voir Clark.
Edwin Kiagbodo Clark, né le 25 mai 1927 et mort le 17 février 2025, est un nationaliste nigérian, un leader national et un homme politique Ijaw.

## Historique
Il a servi sous les administrations du gouverneur militaire Samuel Ogbemudia et du chef de l'État, Yakubu Gowon, entre 1966 et 1975.
En 1966, il fait partie d'un comité consultatif auprès du gouverneur militaire de la province du Midwest, David Ejoor, et devient commissaire fédéral à l'information en 1975.
Clark était un conseiller officieux du président Goodluck Jonathan. C'était un philanthrope qui a fondé la Foundation Edwin Clark et a établi une université dans sa ville natale en 2015, l'Université Edwin Clark.

## Décès
Clark est décédé le 17 février 2025, à l'âge de 97 ans, de causes naturelles.
L'ancien président du Nigeria, Olusegun Obasanjo, a décrit Clark comme un « grand frère, un ami, un avocat de première ligne et un économiste chevronné ».
Un pasteur et blogueur nigérian basé à Warri, Isaiah Ogedegbe, a décrit Clark comme « un Nigérian patriote connu pour son audace et sa véracité à tout moment ».
Selon Ogedegbe, « Clark était un dirigeant très respecté de la nation Ijaw, un homme de noble caractère, d'une sagesse et d'une droiture exceptionnelles. C'était un homme qui s'est toujours battu pour le bien de son peuple et qui était un défenseur consciencieux de ses droits ».
Clark était également connu pour sa capacité a toujours dire la vérité au pouvoir et n'avait jamais peur d'aborder un problème national.
Ogedegbe a également souligné « son dévouement indéfectible envers le peuple ».
Surnommé le « père de la lutte du delta du Niger », Clark a été décrit comme « un homme qui a lutté sans crainte contre les dictateurs et les géants du pétrole ».

## Héritage
Aujourd'hui, l'influence de Clark se fait clairement sentir dans la région du delta du Niger et dans tout le Nigeria en raison de son héritage durable et de son engagement de toute une vie en faveur de la paix, de la stabilité et du progrès.